# تینئو
تینئو دهستانی در استان آستوریاس اسپانیا است.
در این دهستان ۱۲٬۵۶۶ نفر زندگی می‌کنند. مساحت این دهستان ۵۴۰٫۸۳ کیلومتر مربع است.